# جاي راند
جاي راند (بالإنجليزية: Jay Rand)‏ هو متزلج قفز أمريكي، ولد في 4 مارس 1950.

## وصلات خارجية
- جاي راند على موقع أوليمبيديا (الإنجليزية)